# En förtjusande fröken (operett)
För filmen med samma namn, se En förtjusande fröken
En förtjusande fröken (tyska: Bezauberndes Fräulein)  är en operett (Musikaliskt lustspel) i fyra scener med musik och libretto av Ralph Benatzky. Texten var inspirerad av Paul Gavaults franska fars La Petite Chocolatière. Verket hade premiär den 24 maj 1933 på Volkstheater i Wien.

## Historia
1933 skrev Benatzky ensam både libretto och musik till Bezauberndes Fräulein (En förtjusande fröken) direkt för den tysk-danske sångare Max Hansen. Den rollen kom att bli ett av Hansens pålitligaste slagnummer på scenen liksom operettens huvudmelodi Åh, Louise blev en av hans signaturmelodier.
En förtjusande fröken kom i sällskap med Max Hansen till Stockholm på vårkanten 1935. Gösta Ekman hade varit i Köpenhamn och sett En yndige pige med Max och inbjudit honom till gästspel på Vasateatern, som då stod under Ekmans personliga ledning. Isa Quensel var "fröken" själv och Gösta Ekman gjorde en lätt bisarr krumelur av konstnärsvännen Felix. Jämnt tio år senare kom Max tillbaka till Vasateatern med operetten, nu i sällskap med Sickan Carlsson och ett par sånginlagor av dansken Kai Normann Andersen och författaren Karl-Ewert, vilka i sin tur hade bearbetas av Kar de Mumma.

## Personer
| Roller                          | Röststämma   | Premiärbesättning 24 maj 1933 |
| ------------------------------- | ------------ | ----------------------------- |
| Annette, den förtjusande fröken | subrett      |                               |
| Paul                            | tenor        | Max Hansen                    |
| Rosette                         | subrett      | Lizzi Waldmüller              |
| Louise                          | mezzosopran  |                               |
| The Boss, Louises fader         | baryton      |                               |
| Annettes fader                  | baryton      |                               |
| Julie, Pauls hushållerska       | mezzosopran  |                               |
| Chauffören                      | baryton      |                               |
| en kollega till Paul            | baryton      |                               |
| Hektor, Annettes fästman        | skådespelare |                               |
| en kypare                       | skådespelare |                               |

## Musikaliska höjdpunkter
- Pauls Lied "Ach Louise, kein Mädchen ist wie diese!"
- Felix kuplett "Hokuspokus fidibus"
- Pauls Lied "Was hast du schon davon, wenn ich dich liebe?"
- Annette och Paul, Tango "Sie kommen zum Tee!"
- Annettes fader, Felix, chauffören, Paul, Annette "Bezauberndes Fräulein / Ja, was ist denn heute los mit mir?"